# Przepływomierz turbinowy
Przepływomierz turbinowy – przyrząd pomiarowy służący do pomiaru natężenia przepływu płynów. W tego typu przepływomierzach wykorzystana jest liniowa zależność prędkość obrotowej wirnika od objętościowego natężenia przepływu.
W zależności od natężenia przepływów stosuje się różne konstrukcje przepływomierzy. W przypadku niewielkich natężeń wykorzystuje się tzw. przepływomierze skrzydełkowe, gdzie wirniki znajduje się prostopadle do kierunku przepływu płynu (np. pomiar wody w gospodarstwach domowych). Przy większych natężeniach stosuje się wirniki o łopatkach śrubowych, które obracają się wokół osi zgodnie z osią przepływu.